# Bentoel Group
PT Bentoel Internasional Investama Tbk (znane jako British American Tobacco Indonesia lub Bentoel Group) – indonezyjskie przedsiębiorstwo zajmujące się produkcją papierosów. Zostało założone w 1979 roku.
Przedsiębiorstwo zajmuje się produkcją różnego rodzaju cygar, papierosów oraz wyrobów kretek. Jego portfolio obejmuje m.in. marki Dunhill, Lucky Strike i Pall Mall. Należy do głównych producentów papierosów w Indonezji, ma czteroprocentowy udział w krajowym rynku papierosowym.